# Södermanlands runinskrifter 7
Södermanlands runinskrifter 7 är en runsten i Björnlunda socken i Södermanland, som ska ha stått vid "Öja Bro". Bitar av stenen hittades några år före 1883 och de flyttades till parken vid gården Ekhov. 1899 fanns de där men hade inte rests. Den plats där den nu ihopfogade stenen står, bör dock överensstämma med den ursprungliga fyndplatsen, där den tidigare brolagda vägen kom fram till fastmarken söder om Öja. Enligt sägnen ska en man vid namnet Björn vara begravd på platsen och det lär vara han som byggt Björnlunda kyrka, vilken därav fått sitt namn. Stenen står drygt en kilometer norr om kyrkan.

## Inskriften
Translitterering av runraden:
· suainalti : auk : suainunkʀ : auk : asi : auk : gas : þau : litu : raisa : stain : at : biarn : faþur : sin : nytan : kuþ : hialbi : ant : hns auk : gus moþiʀ
Normalisering till runsvenska:
Svæinaldi ok Svæinungʀ ok Æsi/Gasi ok Gas þau letu ræisa stæin at Biorn, faður sinn nytan. Guð hialpi and hans ok Guðs moðiʀ.
Översättning till nusvenska:
Svenalde och Svenung och Äse och Gas, de läto resa stenen efter Björn, sin idoge fader. Gud hjälpe hans ande och Guds moder!
Bruket av pronomenet þau visar att namnet Gas måste vara ett kvinnonamn.